# 粟屋勝久
粟屋勝久（日语：／ Awaya  Katsuhisa，不詳—1585年3月19日、不詳－天正十三年二月十八日)，日本戰國時代至安土桃山時代的武將，若狹武田氏家臣。為武田四老之一，若狹國三方郡國吉城城主。

## 生平
粟屋氏是清和源氏安田氏的後裔，為若狹守護・若狹武田氏的家臣。有關勝久個人前後的家譜不明，其與粟屋元隆 、粟屋光若之間的關係也無法確定，但一般認為他們是同族。不過，「越中守」這個名號是粟屋氏本家－右京亮家歷代所使用的名號，儘管血緣關係無法確定，但可以推測勝久有意再興右京亮家並繼承這一名號。根據資料顯示，在弘治二年（1556年），勝久利用原有的城跡進行改修並重建了國吉城。值得一提的是，這也是勝久在史料中最早出現的記載。
當時，若狹武田氏內部因為家督爭奪與重臣謀反等問題而處於內亂狀態。因此武田氏當主武田義統希望能借助與自己有親戚關係的越前國守護朝倉氏來加強自己的權力（朝倉氏當主朝倉義景生母廣德院為武田氏一族），然而像勝久等武田氏家臣則希望排除朝倉氏的影響，從而與義統產生了對立。
之後，勝久從義統陣營脫離，並於三方郡佐柿的國吉城進行籠城，屢次抵抗朝倉氏的攻擊。根據記載，從永祿六年（1563年）開始，朝倉義景即在秋季頻繁出兵攻打勝久，進行若狹征伐（《國吉城籠城記》），戰事並一直持續到永祿十一年（1568年）八月。
永祿十年（1567年），武田義統逝世。次年（1568年），義景以保護義統之子武田元明為由，再次侵攻若狹。同年八月，元明隨著朝倉軍返回越前。關於義景將年僅7歲的武田家未來當主元明從小濱帶到越前的目的，是為了防止勝久等若狹國武士擁立元明並採取反朝倉的行動。此外，義景也計劃將元明養育於一乘谷，使其在將來成為朝倉氏控制下的國主，後再將元明送回若狹，以此實現將若狹變為事實上的朝倉領土的目標。
元明同時幫助義景勸說若狹武田氏的家臣投降朝倉氏，但勝久拒絕了這一命令。當朝倉氏開始對若狹進行統治後，勝久依然做為武田氏家臣，駐守國吉城，持續與朝倉軍對抗。
永祿十二年（1569年）四月，織田信長開始出面，著手掌控若狹的武士勢力。四月七日，信長命令幕府奉公眾，若狹大飯郡的本郷信富，按照義統的指示，負責本鄉的公用負擔，並正式承認本鄉氏的統治權。隨後，在四月十六日，信長的奉行（木下秀吉、丹羽長秀、中川重政、明智光秀）向信長介紹了曾經效力於義統的36名家臣，並且向他們頒發了信長的朱印狀，確認了他們的領地權。這些家臣也被告知，要對孫犬（元明）忠心效力。
信長此舉並非打算將若狹納入自己的領地，而是表明他會將若狹視為一個「守護領國」，並繼續承認元明做為領主的身份。這一態度顯示出，信長試圖通過尊重將軍與守護的權威，來維持若狹地區內部的和諧與穩定。由此，若狹可以說是進入了由代表幕府權威的信長支配之下。勝久也在元龜元年（1570年）與其他若狹國武士一起協助信長對抗義景:294。當年四月，織田軍進攻越前敦賀時，勝久的國吉城即成為信長的臨時駐地。據記載，信長在國吉城停留了兩天的時間:294。
天正元年（1573年）八月，信長再次發動對浅井氏和朝倉氏的攻擊，並侵入敦賀。當時，勝久以及逸見昌經、山縣秀政、白井勝胤等舊武田家臣，曾經迎接信長至敦賀郡的道路口。勝久等人隨後也與信長一同出征，加入了攻擊朝倉氏的行列（《若州国吉籠城記》）。
朝倉氏滅亡後，武田元明回若狹。因元明曾與朝倉氏結盟，信長一度打算將其處死。最終，靠著勝久以及熊谷直之的求情，元明才得以逃過死劫（根據《佛國寺所藏武田氏系圖》）。不過，信長並未允許元明重新聚集舊臣復興武田家，反而命令武田氏的舊臣服從於丹羽長秀。
天正元年（1573年）九月，信長指派長秀接管若狹的支配。長秀當時以近江佐和山城為根據地，並未直接進入若狹建立城池或城下町，但信長授予了他指揮若狭地區軍事的權限，包括指揮武田氏舊臣及當地國侍。天正三年（1575年）七月，時在京都的武田元明、逸見昌經、粟屋勝久、熊谷直之、山縣秀政、內藤重政、白井、松宮、畑田等人被稱為「若狹眾」，且在長秀的指揮下，參加了天正六年（1578年）六月對播磨神吉城的攻擊（《信長公記》）。
對信長來說，第二次支配若狭與第一次的主要區別在於，這次不再是以幕府的支配框架為主，且信長不再承認從越前回到若狹的元明為守護。因此，從原來由幕府—守護支配的結構中，武田家當主及其一族的地位被解構，信長掌握了對舊武田家臣的軍事指揮權，並由長秀負責將這些家臣，亦即「若狹眾」或「若州眾」動員起來，參與信長的戰爭。據此，勝久也成了長秀的部下。
天正十年（1582年） 本能寺之變後，勝久仕於羽柴秀吉。天正十三年（1585年）二月，勝久去世。隨後，秀吉改命木村常陸介（木村重茲）為國吉城城主。
此外，勝久之嫡子五右衛門和嫡孫助太夫也都曾效力於秀吉。在大坂城陷落時，家中的所有財物都被焚燒，助大夫設法保全了家族的性命。後來，沢田平大夫出面幫助了助太夫，將其推薦給藤堂和泉守殿（藤堂高虎），助大夫因此出仕藤堂家，但不久後因病去世:296。

## 備註
近年，福井大學的松浦義則名譽教授對粟屋越中守的名字進行了考證，揭示了《籠城記》及其他資料中所提到的「勝久」粟屋越中守的真實名字應該是「勝長」。
松浦教授指出目前流傳下來的粟屋勝久這個名字，僅見於17世紀中期成立的佛國寺所藏《若狹守護武田氏系圖》中的武田元明注記，該注記中記載為「粟屋越中守勝久」，並且沒有其他戰國時期的史料能夠證實勝久的存在。此外，有名為「勝長」的人物在永祿四年（1558年）曾經安堵過山東鄉的田邊氏所領，並且在天正元年（1573年）九月的資料中也出現過這個名字。
另有資料顯示，在天正五年（1577年）九月的「粟屋越中守請取狀」中，還確認了粟屋美作守長景與粟屋甚右衛門尉長吉等粟屋氏家臣的存在（白井家文書56）。由此可推測，「長」字可能來自於勝長的偏諱。此外，從花押的資料也可推斷，越中守與勝長應該是同一人物。

## 出處
1. ↑  松浦義則（2020）P.41
2. ↑  『国吉城趾と佐柿の町並み』
3. ↑  福井の戦国 歴史秘話第21号「“難攻不落”の若狭国吉城と「国吉籠城戦」の真実」
4. ↑  福井縣史 通史篇2 中世一『武田氏の領国支配』（1994）P.693
5. ↑  水藤真（1986）P.63-64
6. ↑  福井縣史 通史篇3 近世一『丹羽長秀の若狭支配』（1994）P.59
7. ↑  河村昭一（2021）P.6
8. ↑  須田悦生（1970）
9. 1 2  松浦義則（2020）P.45
10. 1 2 3  近藤瓶城 編. . 近藤出版部. 1902.
11. ↑  福井縣史 通史篇2 中世一『朝倉・武田両氏の滅亡』（1994）P.729
12. 1 2  福井縣史 通史篇3 近世一『丹羽長秀の若狭支配』（1994）P.57
13. 1 2  松浦義則（2020）P.47
14. ↑  デジタルアーカイブ福井
15. ↑  『国吉城址と佐柿の町並み』パンフレット
16. ↑  河村昭一（2021）P.2
17. 1 2  松浦義則（2020）P.42